# Фримонт (Ајова)
Фримонт (енгл. Fremont) град је у америчкој савезној држави Ајова. По попису становништва из 2010. у њему је живело 743 становника.

## Демографија
Према попису становништва из 2010. у граду је живело 743 становника, што је 39 (5,5%) становника више него 2000. године.
| Група             | 2000.       | 2010.       |
| Белци             | 699 (99,3%) | 731 (98,4%) |
| Афроамериканци    | 0 (0,0%)    | 1 (0,1%)    |
| Азијати           | 0 (0,0%)    | 5 (0,7%)    |
| Хиспаноамериканци | 2 (0,3%)    | 3 (0,4%)    |
| Укупно            | 704         | 743         |